# Tsuneko Nakazato
Tsuneko Nakazato (中里 恒子, Nakazato Tsuneko, 23 décembre 1909 - 5 avril 1987) est le nom d'auteur de la romancière japonaise Nakazato Tsune, active durant l'ère Shōwa.

## Jeunesse
Née à Fujisawa, préfecture de Kanagawa Nakazato est diplômée de l'école supérieure pour filles de Kanagawa. Ses premiers envois à des magazines littéraires attirent l'attention de Riichi Yokomitsu, qui l'encourage à développer ses dons littéraires.

## Carrière littéraire
En 1938, Nakazato est la première femme lauréate du prestigieux prix Akutagawa, avec sa nouvelle Noriai bashi. Après la Seconde Guerre mondiale, elle se fait connaître par un certain nombre de publications traitant de la question des mariages transnationaux, dont Mariannu monogatari (« Histoire de Mariannu », 1946) et Kusari (« Chaîne », 1959), basé sur le mariage de sa propre fille avec un Américain.
Dans les années 1970 et 1980, ses écrits s'éloignent progressivement de la psychologie de la vie humaine vers une approche plus symbolique, et son roman Utamakura (« Poème de l'oreiler », 1973) est couronné du prix Yomiuri en 1973. En 1974, elle reçoit le prix de l'Académie japonaise des arts, et devient membre de cette institution en 1983. Elle est également lauréate du prix Kawabata en 1976.
Nakazato demeure à Zushi, préfecture de Kanagawa, de 1932 jusqu'à sa mort d'un cancer du côlon en 1987. Sa tombe se trouve au Engaku-ji à Kamakura.

## Titres (sélection)
- 1939 Noriaibasha (乗合馬車)
- 1941 Ikiru tochi (生きる土地)
- 1942 Tokonatsu (常夏)
- 1947 Natsu no tori (春の鳥)
- 1950 Junketsu ni tsuite (純潔について)
- 1956 Yoru no hashi (夜の橋)
- 1959 Tenshi no kisetsu (天使の季節)
- 1972 Ko no yo (此の世)
- 1977 Shigure no ki (時雨の記)
- 1977 Daiyamondo no hari (ダイヤモンドの針)
- 1978 Utsutsu-gawa (うつつ川)
- 1978 Tagasodesō (誰袖草)
- 1979 Hyakuman (百万)
- 1979 Waga konjaku monogatari (わが今昔ものがたり)

### Adaptation au cinéma
- 1998 Diary of early winter shower de Shin'ichirō Sawai, (basé sur le roman 時雨の記, Shigure no ki de Nakazato)

## Source de la traduction
- (en) Cet article est partiellement ou en totalité issu de l’article de Wikipédia en anglais intitulé « Tsuneko Nakazato » (voir la liste des auteurs).